# 糖萼
糖萼（也称为细胞周基质）是围绕在一些细菌，上皮细胞和其他细胞的细胞膜上的，由蛋白聚糖、糖蛋白和糖脂构成的富含碳水化合物的网状结构覆盖物。
大多数动物上皮细胞在其质膜的外表面上具有类似绒毛的涂层。 该涂层由几种膜糖脂和糖蛋白的碳水化合物官能团部分组成，其作为支持的骨架分子。 通常，在质膜表面上发现的糖脂的碳水化合物部分有助于这些分子有助于细胞-细胞识别，通信和细胞间粘附。
糖萼是一种身体标识符，用于区分其自身的健康细胞和移植的组织，患病细胞或入侵生物。糖萼中包含细胞粘附分子，使细胞能够在胚胎发育过程中相互粘附并引导细胞运动。 糖萼在内皮血管组织的调节中起主要作用，包括调节毛细血管中的红细胞体积。
鱼类表皮的粘液就是一种糖萼的一个例子。 该术语最初应用于多糖基质涂层上皮细胞，但已发现其功能远远超出其范围。

## 功能
- 保护: 为细胞膜提供缓冲，防止其受到化学伤害
- 感染免疫: 使得免疫系统发现并有选择性地攻击外来生物
- 预防癌症: 癌细胞上糖萼的变化能使免疫系统发现并攻击癌细胞
- 移植相容: 是輸血，同种异体移植，和器官移植中相容性的基础
- 细胞粘附: 将细胞连接在一起，器官不至分解
- 调节发炎: 血管內皮細胞壁的糖萼层防止健康状态下的白细胞粘连 [5]
- 受精: 促使精子发现并与卵子结合
- 胚胎發育: 引导胚胎细胞到达身体的指定部位

## 细胞衣
细胞衣是糖萼的一個子集，為细胞膜上的糖蛋白、糖脂上的多糖侧链突出于细胞表面形成的结构，又称为糖衣。参与黏着、保护、识别等功能。

## 外部連結
- Smart carbohydrate chemistry as a means to understand glycocalyx biology （页面存档备份，存于） – Video by the Lindhorst group at Beilstein TV